# Marquesado de Mendía
El marquesado de Mendía es un título nobiliario español creado por carta del 7 de agosto de 1913 por el rey Alfonso XIII a favor de Eugénio de Mendia y Cunha Matos, I conde de Mendia en Portugal, hermano más viejo de Raimundo de Mendía y Cunha Matos, I vizconde y I conde da Cunha Matos en Portugal.
Todos los miembros de esta familia, han estado siempre muy vinculados con Portugal, donde han tenido siempre su residencia, incluido el actual titular del Marquesado de Mendía. El título fue siempre reconocido en Portugal y en España.

## Armas
En España, a José Mateo de Mendía y Elorza, súbdito español, que en Portugal fue mozo hidalgo de la Casa Real con ejercicio nel Pazo y comendador de la Real Orden Militar de Nuestra Señora de la Concepción de Villaviciosa, comendador de la Real Orden de Isabel la Católica, casado con Maria Eugénia da Cunha Matos, hija del mariscal Raimundo José da Cunha Matos y de su esposa y prima Maria Venância de Fontes Pereira de Melo, hermana del ilustre estadista António Maria de Fontes Pereira de Melo y de la I marquesa de Fontes Pereira de Melo en Portugal, fueron concedidas armas plenas del apellido de Mendía: en campo de oro, una torre de piedra de su color y, sahindo de ella, medio cuerpo de hombre armado con una espada en la mano derecha, que sus descendientes usaron con corona de marqués.

## Marqueses de Mendía
|                                     | Titular                             | Periodo                   |
| Creación por Alfonso XIII           | Creación por Alfonso XIII           | Creación por Alfonso XIII |
| ----------------------------------- | ----------------------------------- | ------------------------- |
| I                                   | Eugénio de Mendía y Cunha Matos     | 1913-1932                 |
| Rehabilitación por Francisco Franco |                                     |                           |
| II                                  | Eugénio de Sousa Coutinho de Mendia | 1952-1991                 |
| Rehabilitación por Juan Carlos I    |                                     |                           |
| III                                 | Eduardo Guedes de Queirós de Mendia | 1999-actual titular       |

## Historia de los Marqueses de Mendía
- Eugénio de Mendia y Cunha Matos, I marqués de Mendía, I conde de Mendia en Portugal, representante del título de conde (antes vizconde) da Cunha Matos en Portugal.

1. Casó con Maria Augusta da Rosa Bray. Sin descendientes. Le sucedió, de su hermano Eduardo de Mendia y Cunha Matos, que había casado con Catarina Rita Pereira Caldas, y tuvieron por hijo a Eduardo Pereira Caldas de Mendia, II conde de Mendia en Portugal, representante del título de conde (antes vizconde) da Cunha Matos en Portugal, casado con Ana de Sousa Coutinho, el hijo de ambos, por tanto su sobrino nieto:

- Eugénio de Sousa Coutinho de Mendia, II marqués de Mendía, III conde de Mendia en Portugal, representante del título de conde (antes vizconde) da Cunha Matos en Portugal.

1. Casó con Maria Mafalda Brandão de Melo de Magalhães Guedes de Queirós. Le sucedió, por rehabilitación en 1999, su hijo:

- Eduardo Guedes de Queirós de Mendia, III marqués de Mendía, IV conde de Mendia en Portugal, representante del título de conde (antes vizconde) da Cunha Matos en Portugal.

1. Casó en primeras nupcias con Ana Margarida de Bettencourt de Melo e Castro y casó en segundas nupcias con Isabel Maria Borges Coutinho.

ACTUAL MARQUÉS DE MENDÍA